# Lijst van bisschoppen en aartsbisschoppen van Przemyśl-Warschau
Hieronder volgt een lijst van Oekraïense Grieks-katholieke bisschoppen en aartsbisschoppen in de (aarts)eparchie Przemyśl–Warschau sinds 1087.

## Bisschoppen
- Antonius
- 1254 Hilarion
- Jeremias
- Sergius
- Memnon
- 1291 Hilarion
- Basilius
- 1330 Marek
- 1353 Cyryl Wołoszyn
- 1366–1387 Hilarion
- 1392–1412 Athanasius
- 1422–1440 Elias
- 1443–144? Atanazy Drohojowski
- 1446–1467 Atanazy Birecki
- 1467–1469 Jona Birecki
- 1469–1491 Joan Diwoczka
- 1497–1498 Joannicy
- 1499–1521 Antoni Onykij
- 1522–1529 Joachim
- 1528–1549 Wawrzyniec Arseniusz Terlecki (Olechno lub Aleksander)
- 1549–1581 Antoni Radyłowski (Jacko albo Jakub)
- 1581–1591 Arseniusz Bryliński (Stecko albo Stefan)
- 1591–1610 Michał Kopystyński (Maciej)
- 1609–1610 Aleksander Atanazy Krupecki
- 1635–1645 Symeon Hulewicz
- 1650–1679 Antoni Winnicki
- 1652–1664 Prokop Chmielowski 	
  - 1652–1664 Antoni Terlecki
  - 1667–1674 Jerzy Hoszowski
- 1670–1691 Jan Małachowski
- 1691–1700 Innocenty Winnicki (voorheen ook Orthodox Bisschop)
- 1700–1710 Jerzy Winnicki
- 1715–1746 Hieronim Ustrzycki
- 1746–1762 Onufry Szumlański
- 1762–1779 Atanazy Andrzej Szeptycki
- 1780–1794 Maksymialian Ryłło
- 1796–1808 Antoni Angelowicz (ook aartsbisschop van Lviv)
- 1813–1816 Mychajlo Levyckyj (ook aartsbisschop van Lviv)
- 1818–1847 Jan Śnigurski
- 1848–1860 Grzegorz Jachimowicz (daarna grootaartsbisschop en metropoliet van Lviv (1860-1866) )
- 1860–1867 Tomasz Polański
- 1867–1872 Josyf Sembratowicz
- 1872–1890 Jan Saturnin Stupnicki
- 1891–1896 Julian Pelesz
- 1896–1914 Konstantyn Czechowicz
- 1917–1947 Josaphat Kocylovskyj, O.S.B.M.
- 1947–1977 Wasyl Hrynyk (vicaris-generaal)
- 1977–1991 Iwan Choma
- 1991-1996 Jan Martyniak

## Aartsbisschoppen
- 1996-2015 Jan Martyniak
- 2015-heden Eugeniusz Mirosław Popowicz